# Canton de Châtillon-en-Diois
Le canton de Châtillon-en-Diois est une ancienne division administrative française située dans le département de la Drôme, en région Rhône-Alpes, dans l'arrondissement de Die.

## Histoire
Le canton a été supprimé en mars 2015 à la suite du redécoupage des cantons du département. Les sept communes ont rejoint le canton du Diois.

## Composition
| Nom                            | Code Insee | Intercommunalité | Superficie (km2) | Population (dernière pop. légale) | Densité (hab./km2) |
| ------------------------------ | ---------- | ---------------- | ---------------- | --------------------------------- | ------------------ |
| Châtillon-en-Diois (chef-lieu) | 26086      | CC du Diois      | 110,06           | 552 (2014)                        | 5                  |
| Boulc                          | 26055      | CC du Diois      | 57,35            | 125 (2014)                        | 2,2                |
| Glandage                       | 26142      | CC du Diois      | 52,11            | 109 (2014)                        | 2,1                |
| Lus-la-Croix-Haute             | 26168      | CC du Diois      | 87,20            | 540 (2014)                        | 6,2                |
| Menglon                        | 26178      | CC du Diois      | 36,47            | 482 (2014)                        | 13                 |
| Saint-Roman                    | 26327      | CC du Diois      | 7,10             | 166 (2014)                        | 23                 |
| Treschenu-Creyers              | 26354      | CC du Diois      | 82,04            | 118 (2014)                        | 1,4                |

## Administration: conseillers généraux de 1833 à 2015
| Période | Période                   | Identité                      | Étiquette              | Qualité |
| ------- | ------------------------- | ----------------------------- | ---------------------- | --- |
| 1833    | 1848                      | Pierre-David Plan (1785-1858) |                        | Avoué, maire de Die |
| 1848    | 1871                      | Jean-Denis Plan-Lacondamine   | Monarchiste            | Avocat et juge de paix à Die Membre du conseil presbytéral de l'église réformée                                                                     |
| 1871    | 1886                      | Félix Germain                 | Républicain            | Propriétaire, ancien Sous-Préfet à Die |
| 1886    | 1893                      | Antoine Eugène Cornillon      |                        | Propriétaire à Saint-Roman |
| 1893    | 1924 (décès)              | Joseph Reynaud                | Républicain puis Rad.  | Conseiller d'État, propriétaire à Paris Sénateur (1920-1924) Président du Conseil général Maire de Die (1896-1909)                                  |
| 1924    | 1927 (décès)              | Louis Rival                   |                        | Maire de Châtillon-en-Diois |
| 1927    | 1937 (décès)              | Adrien Girard                 | Rad.                   | Maître d'hôtel, maire de Lus-la-Croix-Haute |
| 1937    | 1941 (démission d'office) | Benjamin Cheyssière           | Front populaire (Rad.) | Instituteur Maire de Châtillon-en-Diois Révoqué par le Gouvernement de Vichy                                                                        |
|         |                           |                               |                        | |
| 1942    | 1945                      | Léopold Lagier                |                        | Président de la délégation spéciale de Châtillon-en-Diois Nommé conseiller départemental en 1942                                                    |
|         |                           |                               |                        | |
| 1945    | 1973                      | Maurice Bompard               | SFIO puis Soc.ind.     | Instituteur, puis inspecteur de l’enseignement primaire Maire de Châtillon-en-Diois (1945-1959)                                                     |
| 1973    | 1986 (annulation)         | Maurice Rambaud (1926-2006)   | PS                     | Propriétaire à Saint-Roman |
| 1986    | 2004                      | Gérard Védrines               | DVG                    | Médecin généraliste à Châtillon-en-Diois |
| 2004    | 2015                      | Alain Matheron                | PS                     | Professeur des écoles Ancien maire (2001-2008) et actuel conseiller municipal de Lus-la-Croix-Haute Président de la communauté de communes du Diois |

## Conseillers d'arrondissement de 1833 à 1940
| Période | Période | Identité                             | Étiquette | Qualité |
| ------- | ------- | ------------------------------------ | --------- | --- |
| 1833    | 1848    | Jean-François Borel (1779-1853)      |           | Maréchal-ferrant - Maire de Boulc                                                                           |
| 1848    | 1861    | Eugène Abonnenq (1803-1882)          |           | Notaire à Châtillon                                                                                         |
| 1861    | 1870    | Albert Chevandier (1814-1898)        |           | Propriétaire à Die                                                                                          |
| 1870    | 1874    | Auguste Rougier                      |           | Ancien maire de Lus-la-Croix-Haute (1848-1865)                                                              |
| 1874    | 1880    | M. Lagarde                           |           | Propriétaire à Châtillon                                                                                    |
| 1880    | 1886    | M. Cornillon                         |           | Négociant à Châtillon                                                                                       |
| 1886    | 1904    | Charles Siméon Ménassier (1848-1924) |           | Boulanger, conseiller municipal puis maire (1897-1900 et 1908-1912) de Lus-la-Croix-Haute                   |
| 1904    | 1927    | Adrien Girard                        | Radical   | Propriétaire à Lus-la-Croix-Haute                                                                           |
| 1927    | 1928    | Marius Girard                        | Radical   | Cultivateur à Lus-la-Croix-Haute                                                                            |
| 1928    | 1940    | M. Micanel                           | Radical   | Maire de Châtillon-en-Diois                                                                                 |
| 1940    |         |                                      |           | Les conseils d'arrondissement ont été suspendus par la loi du 12 octobre 1940 et n'ont jamais été réactivés |

## Démographie
| 1962  | 1968  | 1975  | 1982  | 1990  | 1999  | 2006  | 2011  | 2012  |
| ----- | ----- | ----- | ----- | ----- | ----- | ----- | ----- | ----- |
| 2 110 | 1 824 | 1 747 | 1 735 | 1 746 | 1 744 | 1 921 | 2 036 | 2 049 |